# マーハーン・ラフマーニー
マーハーン・ラフマーニー（ペルシア語: ماهان رحماني、Mahan Rahmani、1996年6月15日- ）はイランのプロサッカー選手。ポジションはMF、FW。
日本語では、マハン・ラフマニとも表記される。

## 来歴

### 代表
AFC U-19選手権2014に出場。
U-23西アジアサッカー選手権2015の優勝メンバーで、同選手権では決勝でスタメン出場している。